# Movic
Movic (ムービック, Mūbikku) é uma empresa japonesa especializada na publicação de cartas, figuras, CDs e outras mídias em geral relacionadas à indústria de anime. Movic faz parte do grupo Animate.